# Boom-Boom-Boom
「Boom-Boom-Boom」（ブン・ブン・ブン）は、日本の歌手・愛内里菜の18作目のシングル。

## 概要
内容に対して愛内は、「私的なI Love You」を語っている。コーラスに大田紳一郎（doa）、宇徳敬子が参加している。「恋はスリル、ショック、サスペンス」以降、初めてオリコンTOP10から外れた。

## 収録曲
1. Boom-Boom-Boom
  - 作詞：愛内里菜　作曲：大野愛果　編曲：corin.
2. ALRIGHT
  - 作詞：愛内里菜　作曲：川島だりあ　編曲：尾城九龍
3. ROCK STEADY
  - 作詞：愛内里菜　作曲：川島だりあ　編曲：corin.
4. Boom-Boom-Boom -instrumental-

## タイアップ
- 日本テレビ系『カミングダウト』エンディングテーマ（#1）
- 日本テレビ系『音楽戦士 MUSIC FIGHTER』オープニングテーマ（#1）

## 収録アルバム
- PLAYGIRL（#1）
- ALL SINGLES BEST 〜THANX 10th ANNIVERSARY〜（#1）